# Las musas latinas
Las musas latinas es una "revista lírico-fantástica" (zarzuela) en un acto con música de Manuel Penella y libreto de Manuel Moncayo Cubas. Se estrenó en el Teatro Apolo de Madrid, el 10 de abril de 1913. Dicho lo anterior, se estrenó en 1912 en Buenos Aires y una parodia de esta obra se estrenó en la Ciudad de México, en 1913.  

## Personajes
| Personaje                       | Tesitura     | Reparto del estreno, 10 de abril de 1913 |
| ------------------------------- | ------------ | ---------------------------------------- |
| La musa italiana                | tiple cómica | Julia Domínguez                          |
| La musa francesa                | tiple cómica | Srta. Moreu                              |
| La musa española                | tiple cómica | Dolores Membrives                        |
| Luigi Toni, el pintor italiano  | tenor cómico | Sr. Castañé                              |
| Paul Duboise, el pintor francés | tenor cómico | Sr. Román                                |
| Paco Torres, el pintor español  | tenor cómico | Juan Reforzó                             |
| El vendedor de pájaros          |              | Dionisia Lahera                          |
| El gondolero                    |              | Srta. Pujol                              |
| La jettura                      |              | Srta. Domínguez                          |
| Carulina                        |              | Srta. Isaura                             |
| Valentino                       |              | Salvador Videgain                        |
| La bohemia                      |              | Dionisia Lahera                          |